# Győrsövényház
Győrsövényház (németül: Plankenhausen) község Győr-Moson-Sopron vármegyében, a Győri járásban.

## Fekvése
Magyarország északnyugati részén, a Tóközben, a Rábca mellett helyezkedik el.

### Megközelítése
A településen végighúzódik, annak főutcájaként, nagyjából délkelet-északnyugati irányban a 8417-es út, ez a legfontosabb közúti elérési útvonala. Fehértóval a 8503-as út köti össze, északnyugati határszélét pedig súrolja még a 8528-as út is.
Az ország távolabbi részei felől a 85-ös főúton vagy az M85-ös autóúton közelíthető meg a legegyszerűbben, előbbiről Enese központjában kell észak felé letérni, utóbbiról pedig a Lébény–Bezi–Enese–Tét-csomópontban, a mindkét esetben a 8417-es útra. Győrsövényház az autóút csomópontjától 6, a 85-ös elágazásától 7,5 kilométerre fekszik.
Vasútvonal nem érinti, a legközelebbi vasúti csatlakozási lehetőség a Győr–Sopron-vasútvonal Enese vasútállomása, a névadó település központjában.

## Nevének eredete
A település neve a 14. század végéig Sövényszád volt (ezt Suuenzad alakban írták), ez a név először egy 1396-os oklevélben fordult elő. Az elnevezés valószínűleg egy Sövény nevű folyó torkolatára utal, de egy népi monda úgy tartja, hogy amikor még nem volt itt település, akkor a mai Lébény felőli faluvégen egy halász telepedett le, és a vízparthoz közel cölöpöket vert le, majd vesszőfonatból falakat készített köréjük, és sárral tapasztotta össze őket. A víz ezt minden áradáskor kimosta, de az ember fáradhatatlanul újra és újra kijavította a falakat. Ez lett a település első lakóháza és innen kapta a Sövényház nevet.

## Története
A település neve 1396-ban villa Suuenzad néven szerepelt először egy oklevélben, majd a 15. század végéig Sövényszád alakban volt ismert. Első ismert birtokosai a Meggyesaljai, a Garai, a Szapolyai, a Török, a Pázmány, a Jagosich, a Klucsay és a Tarczy családok tagjai voltak, majd a falu az 1670-es években a győri jezsuiták tulajdonába került. A falu határába olvadt a középkori Szapud és Újfalu község területe.
Az 1600-as években lakossága magyar volt. A Rákóczi-szabadságharc idején császári csapatok felégették. Az elnéptelenedett falut az 1715-ös összeírás említette ismét, ekkor az új falvak között szerepelt. A településre ekkortájt Bajorországból jött, ún. dunai svábok telepedtek le, az 1780-as években már 708, többségében német lakosa volt. A jezsuita rend 1773-as feloszlatása után a falu birtokosai a Neuhold, Purgly, Balogh, Ris és Fricke családok voltak.
A második világháborút követően, 1946-ban az addig nagyrészt német lakosságú község sváb lakóinak 58 százalékát kitelepítették, helyükre magyarok költöztek.

## Közélete

### Polgármesterei
- 1990–1994: Varga Andrásné (független)[5]
- 1994–1998: Hokstok Imre (független)[6]
- 1998–2002: Hokstok Imre (független)[7]
- 2002–2006: Hokstok Imre László (független)[8]
- 2006–2010: Hokstok Imre (független)[9]
- 2010–2014: Hokstok Imre (független)[10]
- 2014–2019: Hokstok Imre László (független)[11]
- 2019–2024: Hokstok Imre (független)[12]
- 2024– : Hokstok Imre (független)[1]

## Népesség
A település népességének változása:
| Lakosok száma | 791  | 772  | 772  | 843  | 777  | 784  | 806  |
|               | 2013 | 2014 | 2015 | 2021 | 2022 | 2023 | 2024 |

A 2011-es népszámlálás során a lakosok 77,4%-a magyarnak, 4,6% németnek, 0,2% románnak mondta magát (22,4% nem nyilatkozott; a kettős identitások miatt a végösszeg nagyobb lehet 100%-nál). A vallási megoszlás a következő volt: római katolikus 58,1%, református 1%, evangélikus 5,7%, görögkatolikus 0,4%, felekezeten kívüli 3,6% (30,7% nem nyilatkozott).
2022-ben a lakosság 96%-a vallotta magát magyarnak, 10,9% németnek, 0,5% cigánynak, 0,3% ukránnak, 0,1-0,1% románnak, horvátnak, lengyelnek, görögnek és szlováknak, 1,2% egyéb, nem hazai nemzetiségűnek (4% nem nyilatkozott; a kettős identitások miatt a végösszeg nagyobb lehet 100%-nál). Vallásuk szerint 49,9% volt római katolikus, 5,8% evangélikus, 2,1% református, 0,1% egyéb keresztény, 1,5% egyéb katolikus, 11,3% felekezeten kívüli (28,8% nem válaszolt).

## Látnivalók
- Barokk stílusú katolikus templom
- Jó pásztor-szobor
- Temetőkápolna
- Egykori Fricke-kastély (ma Vadrózsa Waldorf iskola)

## Ismert személyek
- Itt született Fricke Valér magyar földbirtokos, mezőgazdász, országgyűlési képviselő (1900–1982)
- Bánhegyi Jób József O.S.B., születési és 1920-ig használt nevén Berger Jób (Győrsövényház, 1897. március 25. – Győr, 1979. július 18.) római katolikus pap, bencés rendi szerzetes, a pannonhalmi bencés főiskolán a magyar irodalomtörténet tanára, a Szent István Akadémia tagja.
- Szapudi András (Győrsövényház, 1939. augusztus 30. – Siófok, 2001. szeptember 19.) újságíró, író.